# Thomas O'Hagan
Thomas O'Hagan, 1.er Barón O’Hagan, KP (Belfast, 29 de mayo de 1812 - Londres, 1 de febrero de 1885) fue un abogado, juez y Canciller de Justicia irlandés. 
Era hijo de un comerciante. Fue educado en el Royal Belfast Academical Institution y llamado al colegio de abogados irlandés en 1836. En 1840 se mudó a Dublín, donde apareció por el partido revocatorio en muchos juicios políticos, convirtiéndose en el Consejo de la Reina en 1849.
Su apoyo hacia la permanencia de la Unión con Gran Bretaña y su nombramiento como Subfiscal de la Corona de Irlanda en 1860 y Ministerio Público en los años siguientes, hicieron que pierda el apoyo del partido Nacionalista, pero volvió al Parlamento como Miembro Liberal por Tralee en 1863. En 1865 fue designado juez de tribunal de actas y en 1868 se convirtió en Canciller de Justicia de Irlanda durante la primera administración de William Gladstone.
En 1870 fue nombrado Barón O'Hagan, de Tullahogue en el Condado de Tyrone, y sostuvo el oficio hasta la resignación del ministerio en 1874. En 1880 se convierte nuevamente en Canciller de Justicia durante el regreso de Gladstone al oficio, pero renuncia en 1881.
En su retiro del oficio de Señor O'Hagan fue nombrado en 1882 caballero de la Orden de San Patricio, convirtiéndose en Vicecanciller de la Real Universidad de Irlanda el año anterior.
Falleció en Hereford House, en Londres, en 1885, y fue sepultado en el cementerio de Glasnevin, en Dublín. Fue sucedido como segundo Barón O'Hagan por su hijo mayor, Thomas Towneley O'Hagan (1878-1900), y luego como tercer Barón por otro hijo, Maurice Herbert Towneley Towneley-O'Hagan (1882-1961).